# 粘毛黄花稔
粘毛黄花稔（学名：Sida mysorensis），为锦葵科黄花稔属下的一个植物种。